# Senes

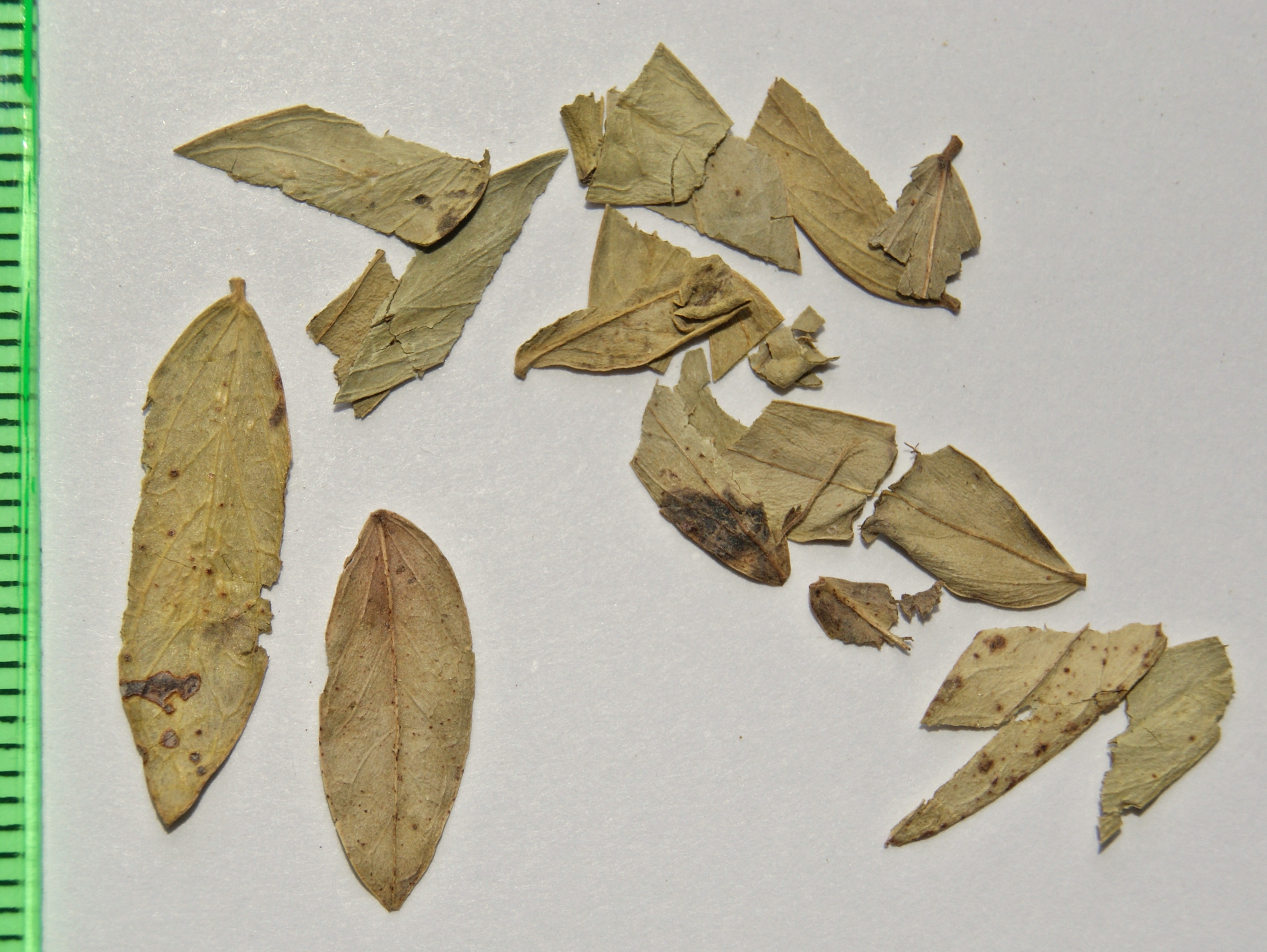
Liście senesowe (Senna alexandrina)

Senes – potoczna nazwa surowca leczniczego, którym są liście kilku gatunków krzewów z rodzaju Senna Mill. (dawniej zaliczanych do rodzaju Cassia L.). Najczęściej w leczniczych celach wykorzystywane są gatunki: Senna alexandrina, Senna angustifolia, Senna obovata. Podobne działanie jak liście mają również owoce tych gatunków. Farmakologiczna nazwa tych surowców to Folium Sennae (liście senesu) lub Fructus Sennae (owoce senesu). Zawierają senozydy A i B oraz glikozydy.

## Zastosowanie
Roślina lecznicza
Surowiec zielarski:
- Liść Folium Sennae
- Owoc senesu Fructus Sennae

Działanie i zastosowanie
Senes działa przeczyszczająco, stymuluje m.in. wydzielanie wody do jelita grubego. Pobudza skurcze jelit, przez co przyspiesza przemieszczanie się treści pokarmowych. Senozydy działają bezpośrednio w jelitach, gdyż nie ulegają degradacji i wchłanianiu we wcześniejszych partiach układu pokarmowego. Senes i jego przetwory wykazują działanie przeczyszczające po 3–5 godzinach od spożycia.
Dawkowanie
W formie tabletek 2-4 tabletki przed snem (gdy jedna tabletka zawiera 7,5 mg pochodnych hydroksyantracenu w przeliczeniu na sennozyd B).